# شانون ايفانز
شانون ايفانز الثاني (بالإنجليزية: Shannon Evans)‏ (من مواليد 19 يوليو 1994) هو لاعب كرة السلة أمريكي يلعب لصالح اتوماريمو اس أي في الدوري المجري لكرة السلة. لعب في الجامعة لبافالو وولاية أريزونا.

## روابط خارجية
- شانون ايفانز على موقع الدوري الأوروبي لكرة السلة (الإنجليزية)
- شانون ايفانز على موقع الدوري الإسباني لكرة السلة (الإسبانية)
- شانون ايفانز على موقع كرة السلة الأوروبية.كوم (الإنجليزية)
- شانون ايفانز على موقع كلية كرة السلة في سبورتس رفرنس.كوم (الإنجليزية)
- شانون ايفانز على موقع ريلجم (الإنجليزية)
- شانون ايفانز على موقع بروبوليرز (الإنجليزية)
- شانون ايفانز على موقع سبورتس رفرنس (الإنجليزية)
- Arizona State Sun Devils bio